# Carabus clathratus
Il carabo di Antonelli o carabo clatrato (Carabus clathratus (Linneo, 1761)) è una specie di coleottero della famiglia Carabidae, diffusa nel paleartico.

## Descrizione
Il coleottero raggiunge una lunghezza del corpo dai 25 ai 36 millimetri ed è quindi una delle specie di coleotteri più grandi in Europa. Il suo corpo è di color rame, verdastro o nero lucido, e presenta grandi fossette luccicanti tra nervature secondarie distinte sulle elitre.Alcuni esemplari possono avere ali completamente sviluppate ed essere anche in grado di volare ma la maggior parte di essi sono atteri. Nelle popolazioni dell'Europa centrale e asiatica, questi animali macropteri sono probabilmente completamente assenti.

## Distribuzione e habitat
Questa specie si trova in Europa e in Oriente attraverso il Paleartico, diffusa in Irlanda, Corea, Giappone e nel Circolo Polare. È per lo più osservato in Europa centrale, Europa orientale e Siberia.

## Biologia
Lo scarabeo vive principalmente nelle zone umide e nelle zone di distacco delle paludi e delle torbiere e nelle paludi salate bagnate. Lì lo troverai in legno molto bagnato, per lo più tronchi di salice e in stuoie di muschio.
È un predatore per lo più notturno e caccia allo scarafaggio (Carabus variolosus) sott'acqua per le lumache, i piccoli granchi, gli insetti e le loro larve, girini e persino piccoli pesci. Forma una fonte d'aria fresca sotto i coperchi delle ali. Anche le larve sono in grado di cacciare sott'acqua.
Il coleottero può essere trovato da aprile a settembre, con la stagione riproduttiva in primavera e la generazione di giovani cova in settembre.

## Conservazione
Poiché lo scarafaggio è fortemente legato all'umidità per gli habitat allagati, è in pericolo e viene respinto principalmente dal declino e dal prosciugamento delle zone umide. Ciò lo rende raramente regionale ed è stato protetto a livello nazionale in molti paesi europei.
- Lista Rossa Germania:  (seriamente in via di estinzione) [senza fonte]
- Lista rossa Meclemburgo-Pomerania Anteriore: (in via di estinzione)[senza fonte]

Questa specie viene classificata come "critico" (CR) dalla lista rossa IUCN per via dell'inquinamento.